# Keighley
Keighley (gesprochen: [ˈkiːθli]) ist eine Stadt im County West Yorkshire im Norden Englands. Sie liegt nordwestlich von Bradford und hat 51.429 Einwohner (Stand: 2001). Keighley hat den Status einer Bürgergemeinde (civil parish), wobei es die drittgrößte in England ist. Keighley gehört zum Metropolitan Borough der City of Bradford und wird dem Brontë Country zugerechnet, der Landschaft, in der die Geschwister Brontë beheimatet waren.

## Geographie
Keighley liegt am Zusammenfluss von Aire und Worth. Im Norden bildet der Vorort Utley die Grenze, im Süden die Siedlung Bracken Bank. Im Westen erstreckt sich die Stadt hügelaufwärts bis Black Hill, im Osten bis zu den Vierteln Long Lee und Thwaites Brow. Riddlesden im Nordosten bildet einen eigenen Ortsteil, der jedoch nach Keighley eingemeindet wurde. Zu den Vororten im Süden gehören Oakworth, Cross Roads, Haworth, Stanbury, Oxenhope, Cullingworth und Denholme, im Norden liegen Silsden und Steeton.
Der Fluss Aire durchfließt den Nordosten von Keighley im Viertel Stockbridge und verläuft dann parallel zum Leeds-Liverpool-Kanal. Der Fluss Worth fließt bei Stockbridge in den Aire und fließt dann südwestwärts, wobei er die östlichen Stadtbezirke Keighleys von der Stadtmitte und den westlichen Bezirken trennt. Entlang des Worth befinden sich vor allem alte Industriebrachen. Bei Hochwasser, zuletzt im Jahr 2000, tritt der Fluss über die Ufer und setzt Teile der Stadt unter Wasser. 

## Geschichte
In der Stadt ist traditionell die Textilindustrie, insbesondere die Verarbeitung von Wolle und Baumwolle, beheimatet. Im Jahr 1800 lebten hier etwa 6000 Menschen, durch den Aufschwung während der Industrialisierung stieg die Einwohnerzahl bis 1850 auf über 60.000 an. 1882 erhielt Keighley den Status eines Municipal Borough, doch wurde die Stadt im Rahmen der Kommunalreform von 1974 dem Borough der City of Bradford zugeschlagen, was in der Keighleyer Bevölkerung zum Teil Unmut auslöste. 2002 erhielt Keighley den Status als Civil parish zurück.
In den 1960er Jahren erlebte die Stadt eine starke Einwanderung von vorwiegend muslimischen Migranten aus Pakistan und Bangladesch, die in der Textilindustrie Arbeit fanden. Gegenwärtig leben rund 8000 Muslime in der Stadt, denen sieben Moscheen zur Verfügung stehen.

## Sehenswürdigkeiten
Zu den bekanntesten Bauwerken der Stadt zählt East Riddlesden Hall, ein Landsitz aus dem 17. Jh., an einer Biegung des Aire gelegen. Die Stadtbücherei ist eine Stiftung von Andrew Carnegie aus dem Jahr 1904. Aus der Zeit der Industrialisierung sind noch einige Textilfabriken erhalten, von denen allerdings manche aufgrund fehlender Sanierung allmählich verfallen. Im Stadtzentrum dominieren moderne Gebäude wie das Keighley College (jetzt Teil des Leeds City College) und das Churchill House, Heimstatt des Konservativen Klubs der Stadt. Wichtigste Einkaufgelegenheit ist das Airedale Shopping Centre. Das sehenswerte neugotische Cliffe Castle beherbergt ein Museum.

## Sport
Keighley ist Heimat des Rugby-Vereins Keighley Cougars.

## Bildung
Keighley verfügt über drei weiterführende Schulen: die University Academy (früher Greenhead High School) in Utley, die Oakbank School, die Holy Family Catholic School. In Cullingworth befindet sich die Parkside Comprehensive School in Cullingworth und in Crosshills die South Craven Schoo. Außerdem besteht in der Nähe des Bahnhofs eine Zweigstelle des Leeds City College, früher als Park Lane College bekannt, mit dem STAR Centre, einem populärwissenschaftlichen Zentrum, das junge Menschen zum Ergreifen naturwissenschaftlich-technischer Berufe anregen soll.

## Verkehr
Keighley liegt an der Bahnstrecke Leeds–Morecambe und wird von der Airedale Line bedient. Hier zweigt die Keighley and Worth Valley Railway, heute eine Museumsbahn, ab. Die Hauptstraße A629 zwischen Chapeltown (South Yorkshire) und Skipton verläuft durch den Ort, in sie mündet im Norden der Stadt die A650 aus Leeds ein. Busverbindungen bestehen im Stadtgebiet und ins Worth Valley sowie nach Bradford, Bingley, Burnley, Halifax, Hebden Bridge, Ilkley, Leeds und Skipton. Fernbusse von National Express verkehren nach London.

## Trivia
In Keighley wurden die Außenaufnahmen für den Film God’s Own Country gedreht.

## Städtepartnerschaften
Keighley unterhält Städtepartnerschaften mit
- Manzini, Eswatini
- Myrtle Beach, Vereinigte Staaten
- Poix-du-Nord, Frankreich

## Persönlichkeiten
Aus Keighley stammen:
- George Nicholson (1760–1825), Maler
- Gordon Bottomley (1874–1948), Lyriker und Dramatiker
- Frank Jerwood (1885–1971), Ruderer
- Tom Moore (1920–2021), Offizier und Spendensammler
- Asa Briggs (1921–2016), Historiker und Life Peer
- Mollie Sugden (1922–2009), Schauspielerin
- Keith Jessop (1933–2010), Schatztaucher
- Kiki Dee (* 1947), Popsängerin
- Alastair Campbell (* 1957), Regierungssprecher in der Regierung Blair
- Jon Norfolk (* 1975), Radsporttrainer und ehemaliger Bahnradsportler
- Ricky Wilson (* 1978), Sänger der Band Kaiser Chiefs
- Gawain Jones (* 1987), Schachspieler
- Jennifer Cowen (* 1991), Wasserspringerin
- Ruth Winder (* 1993), US-amerikanische Radrennfahrerin
- Harry Brook (* 1999), Cricketspieler
- Ellie Kildunne (* 1999), Rugby-Union-Spielerin

In Keighley haben zeitweise gelebt:
- Denis Healey (1933–2010), Labour-Politiker

## Ansichten

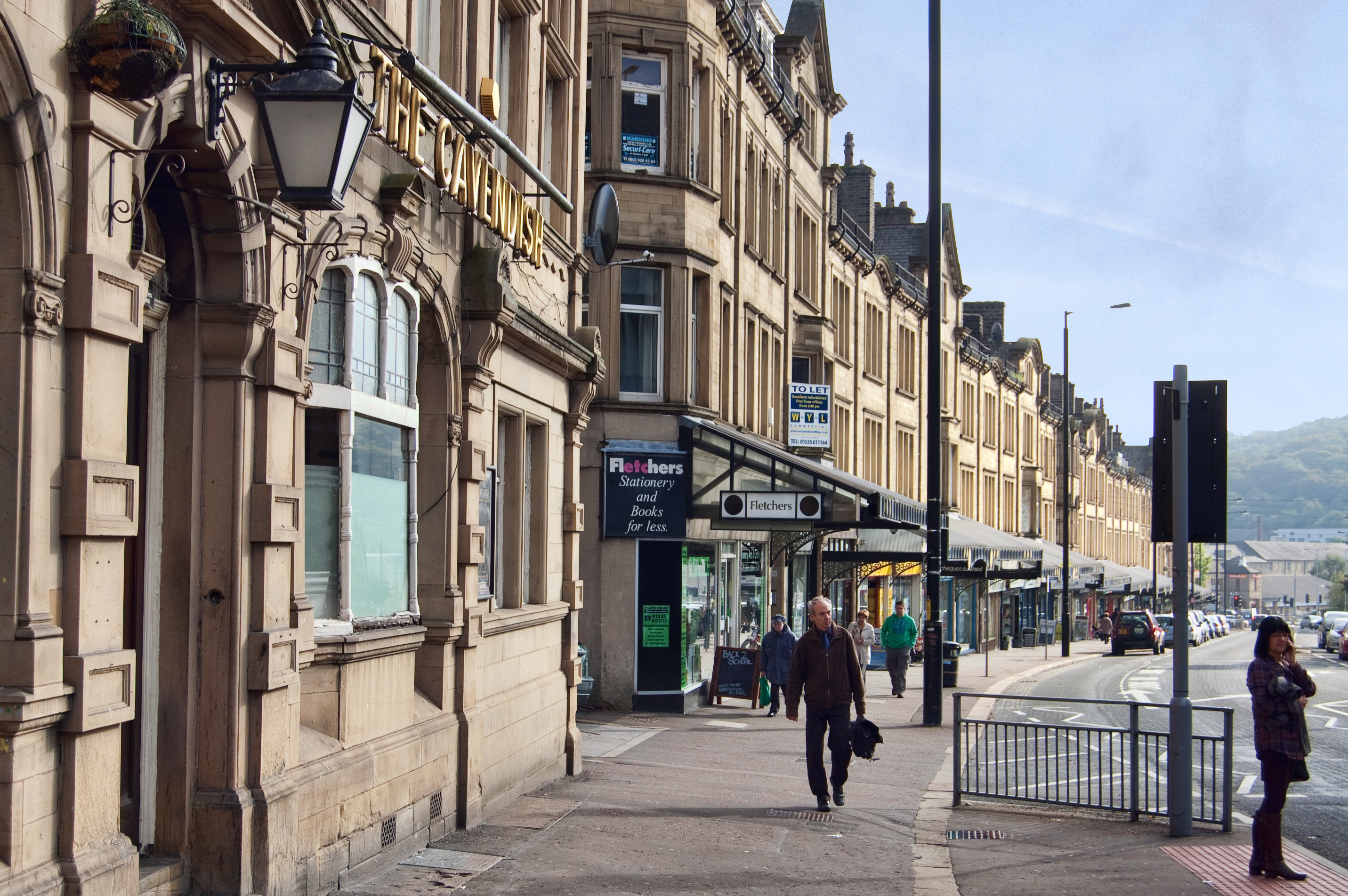
Häuser aus viktorianischer Zeit
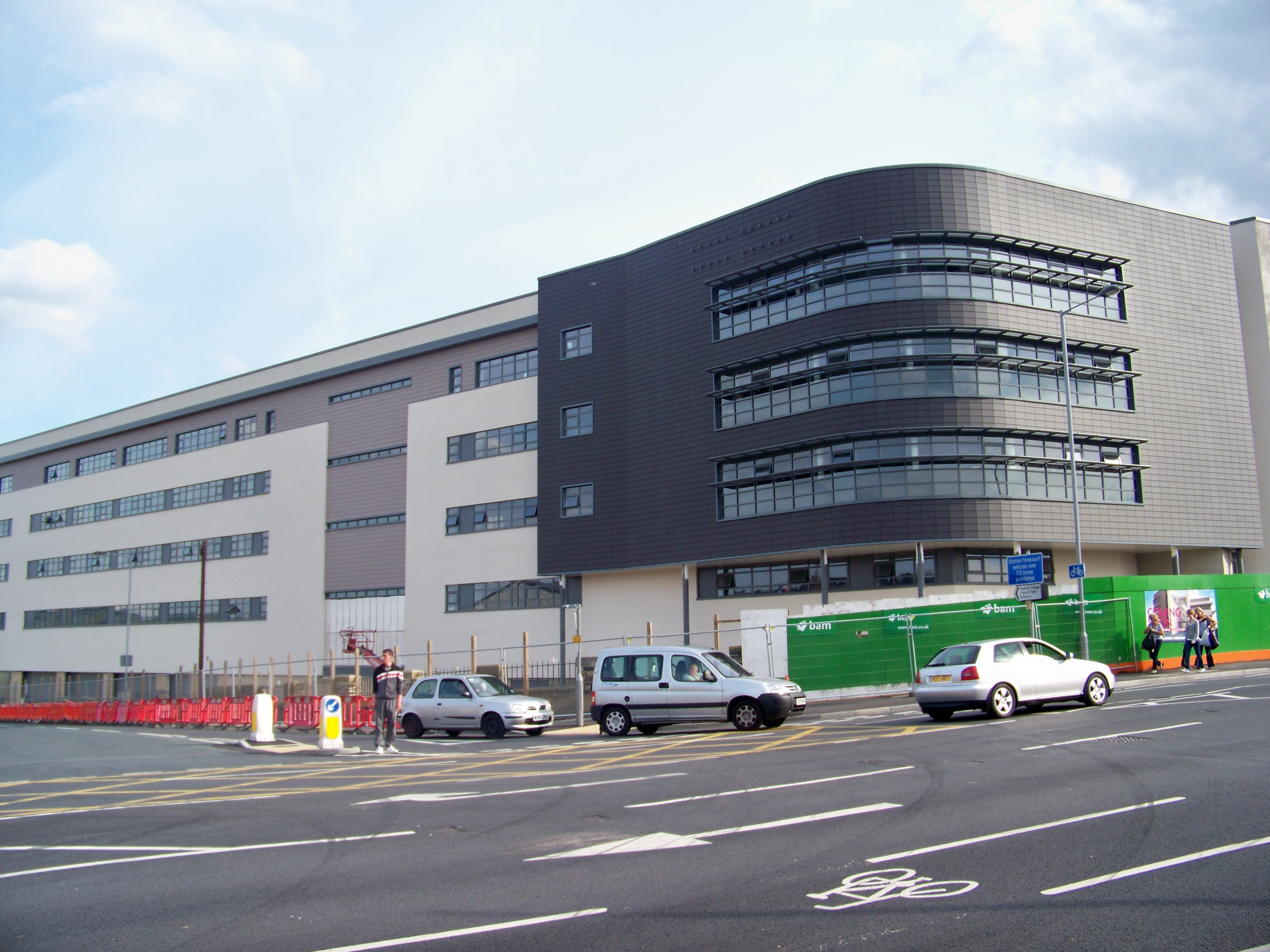
Neubau des Park Lane College (2009)
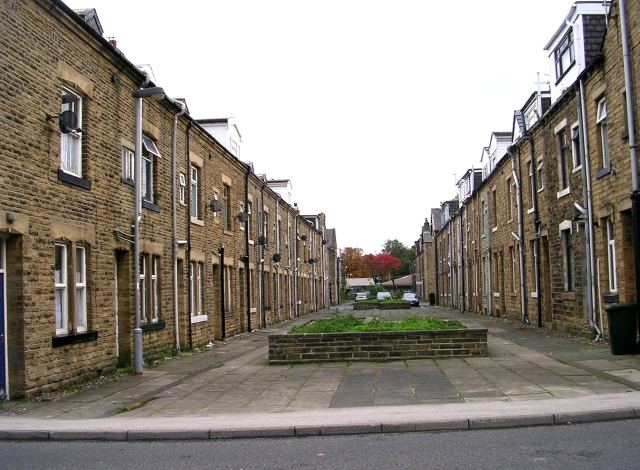
Rupert Street
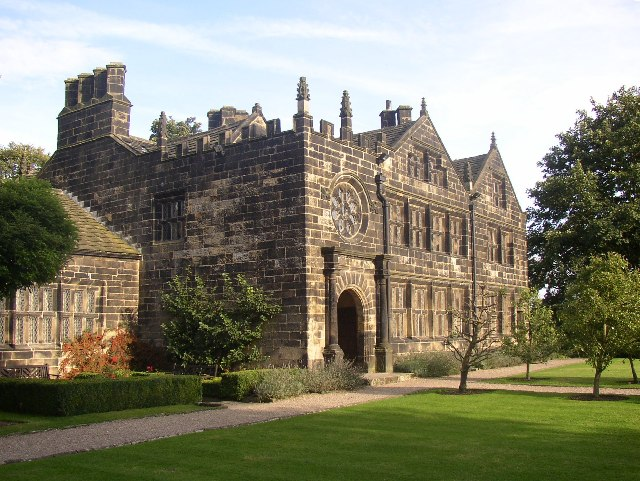
East Riddlesden Hall
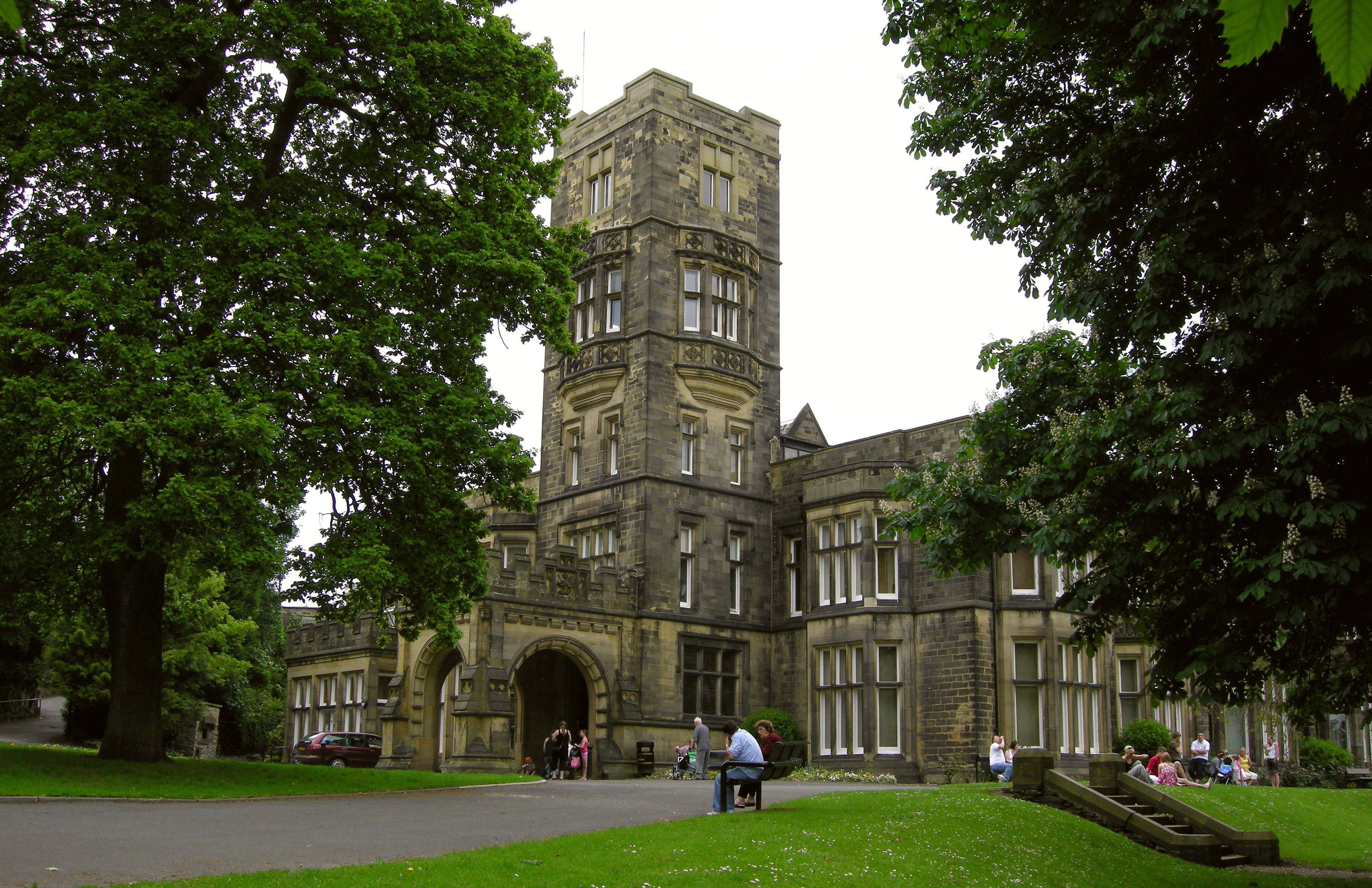
Cliffe Castle Museum